# Svennevik
Svennevik este o localitate din comuna Lindesnes, provincia Vest-Agder, Norvegia, cu o suprafață de 0,36 km² și o populație de 365 locuitori (2013).